# Кристал (Риу-Гранди-ду-Сул)
Кристал (порт. Cristal) — муниципалитет в Бразилии, входит в штат Риу-Гранди-ду-Сул. Составная часть мезорегиона Юго-восток штата Риу-Гранди-ду-Сул. Входит в экономико-статистический микрорегион Пелотас. Население составляет 7299 человека на 2022 год. Занимает площадь 679,742 км². Плотность населения — 10,7 чел./км².

## История
Город основан 29 апреля 1988 года.

## Статистика
- Валовой внутренний продукт на 2003 составляет 55 020 277,00 реалов (данные: Бразильский институт географии и статистики).
- Валовой внутренний продукт на душу населения на 2003 составляет 8026,30 реала (данные: Бразильский институт географии и статистики).
- Индекс развития человеческого потенциала на 2000 составляет 0,755 (данные: Программа развития ООН).